# اسکاتی مک‌کریری
اسکات کوک مک‌کریری (به انگلیسی: Scott Cooke McCreery) (زاده ۹ اکتبر ۱۹۹۳) که با نام اسکاتی مک‌کریری شناخته می‌شود، خواننده آمریکایی اهل کارولینای شمالی و برنده دهمین دوره از سری مسابقه آمریکن آیدل است.
اسکاتی در فینال دوره دهم آهنگ "I Love You This Big" را به عنوان یک آهنگ انتخابی اجرا کرد که با تشویق همگان همراه شد.
پس از پیروزی در این مسابقه این تک آهنگ وارد جدول بین‌المللی شد و مقام سی و دوم در بیلبورد کانتری را بدست آورد.